# Tiirosaari (ö i Norra Österbotten, Oulunkaari, lat 65,17, long 27,67)
Tiirosaari är en ö i Finland. Den ligger i sjön Jaurakkajärvi och i kommunen Pudasjärvi i den ekonomiska regionen  Oulunkaari  och landskapet Norra Österbotten, i den centrala delen av landet, 600 km norr om huvudstaden Helsingfors. Öns area är 0,4 hektar och dess största längd är 160 meter i sydväst-nordöstlig riktning.